# بازوپیمایی

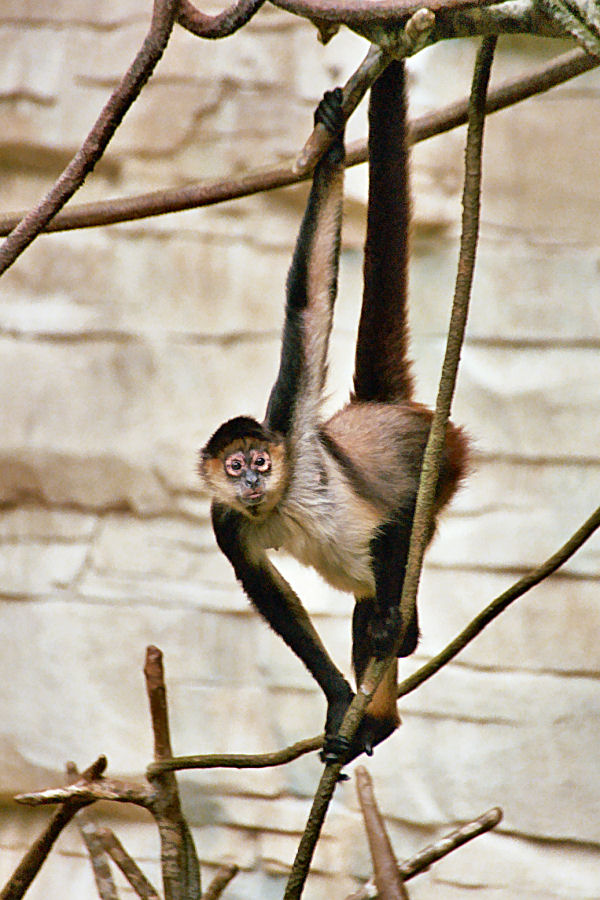
میمون عنکبوتی جفری در حال بازوپیمایی.

بازوپیمایی (به انگلیسی: Brachiation) شیوه‌ای از جابجایی مکانی در درختان است که در آن، جانور با استفاده از بازوها و دست‌های خود تاب می‌خورد و از درختی به درخت دیگر می‌رود.
بازوپیماهای اصلی در میان جانوران، میمون‌ها، میمون‌های درازدست و سیامانگ‌ها هستند.
میمون‌های درازدست می‌توانند با سرعت ۵۵ کیلومتر در ساعت حرکت کنند و در هر تاب‌خوردن مسافت ۶ متر را بپیمایند.
میمون‌های عنکبوتی و اورانگوتان‌ها را جانورانی نیمه‌بازوپیما می‌نامند.
داشتن ناخن‌های کوتاه به‌جای پنجه، انگشت‌های چنگکی، انگشت شست روبروی هم، ساعدهای دراز، و مفصل‌های چرخندهٔ شانه، از ویژگی‌هایی هستند که بازوپیمایی در نخستی‌ها را تسهیل کرده‌است.
ویژگی‌های جسمانی انسان امروزی نشان می‌دهد که انسان‌ها نیایی بازوپیما داشته‌اند. مفصل‌های انعطاف‌پذیر شانه‌ها و انگشت‌های مناسبِ گیرش در انسان‌ها، از جملهٔ این نشانه‌ها هستند. کالبدشناسی انسان نشان می‌دهد که بازوپیمایی احتمالاً یک پیش‌سازگاری برای راه رفتن بر روی دو پا بوده‌است.